# Combate de Ombú (1867)
El Combate de Ombú o Batalla del Paso Ombú fue un enfrentamiento armado ocurrido durante la Guerra de la Triple Alianza el 24 de septiembre de 1867. Lucharon en él las fuerzas paraguayas, al mando del legendario Coronel Valois Rivarola contra los hombres comandados por el también muy respetado Conde de Porto Alegre, Manuel Marques de Sousa. Fue una victoria paraguaya, con cerca de 500 bajas para los brasileños contra algo más de 10 caídos en el lado paraguayo.

## El Combate
El día 24 de septiembre, 3.000 soldados aliados comandados por el Conde de Porto Alegre divisaron a unos paraguayos atravesando de manera sospechosa el Paso de Ombú, en las proximidades de San Solano, cerca del campamento de Tuyú Cué. Los paraguayos se apoderaron de algunas carretas, varias mulas y caballos. El Conde ordenó masacrar a los intrusos, enviando cinco batallones de infantería y tres regimientos de caballería a la batalla. Los brasileños persiguieron a los paraguayos hasta los esteros, pero descubrieron que todo se trataba de una emboscada preparada por el Coronel Valois Rivarola.
En medio de disparos de mosquetes y cohetes a la Congreve, los brasileños sufrieron un duro golpe y solicitaron ayuda a la caballería imperial, que no pudo llegar a auxiliarlos a causa de los pantanales. 200 muertos y similar cantidad de heridos tuvieron los aliados, mientras que los paraguayos perdieron sólo 8 a 10 hombres entre muertos y heridos.